# Surrey-Nord
Surrey-Nord est une ancienne circonscription électorale fédérale canadienne de la Colombie-Britannique, représentée de 1988 à 2015.

## Circonscription fédérale
La circonscription se situait au sud-ouest de la Colombie-Britannique et représente la ville de Surrey.
Les circonscriptions limitrophes étaient Burnaby—New Westminster, Delta—Richmond-Est, Fleetwood—Port Kells, Newton—Delta-Nord et New Westminster—Coquitlam. 
Elle possédait une population de 111 960 personnes, dont 66 933 électeurs, sur une superficie de 49 km². La circonscription possédait le deuxième plus haut taux de personnes originaire de l'Inde avec une proportion de 21 %.

## Résultats électoraux
|       | Candidat          | Parti        | # de voix | % des voix |
|       | (x) Dona Cadman   | Conservateur | +13 181,  | 35,64 %    |
|       | Shinder Purewal   | Libéral      | +06 797,  | 18,38 %    |
|       | Jasbir Sandhu     | NPD          | +14 678,  | 39,69 %    |
|       | Bernadette Keenan | Vert         | +01 289,  | 3,49 %     |
|       | Kevin Pielak      | Héritage     | +00303,   | 0,82 %     |
|       | Norris Barens     | Libertarien  | +00284,   | 0,77 %     |
|       | Jamie Scott       | Indépendant  | +00451,   | 1,22 %     |
| Total | Total             | Total        | 36 983    | 100 %      |

|       | Candidat          | Parti             | # de voix | % des voix |
|       | Dona Cadman       | Conservateur      | +13 718,  | 39,36 %    |
|       | Marc Muhammed     | Libéral           | +05 232,  | 15,01 %    |
|       | Rachid Arab       | NPD               | +12 608,  | 36,17 %    |
|       | Dan Kashagama     | Vert              | +01 941,  | 5,57 %     |
|       | Kevin Pielak      | Héritage          | +00484,   | 1,39 %     |
|       | Psam Frank        | Action canadienne | +00105,   | 0,3 %      |
|       | Alex Joehl        | Libertarien       | +00343,   | 0,98 %     |
|       | Nikolas Langlands | Progressiste      | +00152,   | 0,44 %     |
|       | Bernadette Keenan | Indépendant       | +00271,   | 0,78 %     |
| Total | Total             | Total             | 34 854    | 100 %      |

## Historique
La circonscription est créée en 1986 à partir des circonscriptions de Surrey—White Rock—Delta-Nord, Surrey-Centre et Fraser Valley-Ouest. Abolie lors du redécoupage de 2012, elle est redistribuée parmi Surrey-Centre et Surrey—Newton.
1. 1988-1993 — Jim Karpoff, NPD
2. 1993-1997 — Margaret Bridgman, PR
3. 1997-2005 — Chuck Cadman, PR (1997-2000), AC (2000-2003) et PCC (2003-2005)
4. 2006-2008 — Penny Priddy, NPD
5. 2008-2011 — Dona Cadman, PCC
6. 2011-2015 — Jasbir Sandhu, NPD

- AC = Alliance canadienne
- NPD = Nouveau Parti démocratique
- PCC = Parti conservateur du Canada
- PR = Parti réformiste du Canada

1. ↑  Élections Canada.